# 宮内庁病院
宮内庁病院（くないちょうびょういん）は、宮内庁が管理・運営している国立の病院である。

## 建物と組織
皇居の東端、大手門から入って右側にある鉄筋コンクリート構造・2階建ての医療施設である。施設自体は古いものの、医療設備は最新鋭のものが取り揃えられている。現在の施設は1964年（昭和39年）春に竣工し5月27日に竣工式が開催された。その後、医療機器の搬入作業などを経て同年9月から診療を開始した。この病院ができる以前は倉庫を改築したものを使用していた。医師・看護師は総勢約50人となっている。中には大学での勤務の傍ら、非常勤で診察に当たる医師もいる。病院長は宮内庁の皇室医務主管や侍従職の侍医長が兼務することが多いが、最近では専任者を置く例も見られる。
玄関は皇室用と一般用に分かれている。1階中央には大きな吹き抜けがあり、階段手前から歯科、内科、耳鼻咽喉科、眼科などがある。2階には階段突き当たりに産婦人科、隣に外科、東側に一般患者用の病室、残り半分は皇室専用の病室「御料病室」が2つ配置されている。御料病室は、広さが約26平方メートル、トイレや浴室、洗面所を備えている。また、廊下を挟んで侍従や女官の控え室もある。施設内は全面禁煙となっている。

## 受け入れ患者
宮内庁所管の医療機関であることに加えて、皇居内という特殊な立地であることから、一般の医療機関のように誰でも診察を受けたり、入院したりできるわけではない。皇室構成員に加えて、宮内庁・皇宮警察本部の職員とその家族、さらに職員の紹介を受けた者のみが受診可能とされている。
皇族の多くが治療や出産の際にこの病院を使っており、天皇徳仁、秋篠宮文仁親王、眞子内親王、佳子内親王、敬宮愛子内親王は、この病院で誕生している。
皇族（天皇、上皇など位の高い人）で、この病院では手に負えないほどの複雑な病気のときは、東京大学医学部附属病院で診療をおこなう。

## 診療科
- 内科
- 外科
- 皮膚泌尿器科
- 産婦人科
- 眼科
- 耳鼻咽喉科
- 放射線科
- 歯科

## 医療機関の指定等
- 保険医療機関[1]

## 医師・歯科医師の専門性資格
（この節の出典）
| 医師             | 医師  | 医師               | 医師  |
| 資格名           | 人数  | 資格名             | 人数  |
| ---------------- | ----- | ------------------ | ----- |
| 眼科専門医       | 1.0人 | 消化器外科専門医   | 1.0人 |
| 産婦人科専門医   | 1.0人 | 超音波専門医       | 1.0人 |
| 耳鼻咽喉科専門医 | 1.0人 | 消化器内視鏡専門医 | 1.0人 |
| 総合内科専門医   | 1.0人 | 漢方専門医         | 1.0人 |
| 外科専門医       | 2.0人 | 大腸肛門病専門医   | 1.0人 |
| 循環器専門医     | 1.0人 | 生殖医療専門医     | 1.0人 |
| 消化器病専門医   | 1.0人 |                    |       |

| 歯科医師         | 歯科医師 |
| 資格名           | 人数     |
| ---------------- | -------- |
| 歯科放射線専門医 | 1.0人    |

## 不祥事
- 2020年（令和2年）8月6日 - 係長級の事務職員（40代）が、2020年3月下旬から7月にかけて、宿直勤務中に、管理している鍵を使って病院内の薬局に侵入し、睡眠導入剤など合わせて350錠余りを盗んでいた。宮内庁は8月6日、事務職員を停職6か月の懲戒処分とした。事務職員は翌7日依願退職[2]。